# Ernstbrunn
Ernstbrunn är en köpingskommun i det österrikiska förbundslandet Niederösterreich. Orten är belägen i distriktet Korneuburg 25 kilometer norr om distriktsorten Korneuburg.

## Historia
Ernstbrunn omnämndes för första gången 1045. 1533 blev Ernstbrunn köping. 1592 köptes Ernstbrunn av herrarna av Sinzendorf som var jorddrottar fram till 1822. 1645 ockuperades samhället av svenska trupper. 1723 krävde pesten 23 människoliv till vilkas minne pestkolonnen på torget uppfördes. Några år senare utbröt en stor brand och förstörde delar av orten.
På 1800-talet ockuperades Ernstbrunn av tyska trupper 1866. Samma år krävde koleran 140 människoliv. I början på 1900-talet kom järnvägen till Ernstbrunn.

## Stadsbild
Ernstbrunns centrum består av det långsträckta gatutorget med brunnen, pestkolonnen, rådhuset och den gamla stadskyrkan, ombyggd i barockstil. Utanför samhället ligger slottet på en höjd. Slottet vars äldsta delar är från medeltiden, byggdes om under 1600- och 1700-talen till barockslott. Vid slottet ligger en viltpark, där bland annat vargarnas beteende studeras.

## Kommunikationer
Ernstbrunn är belägen vid lokalbanan Korneuburg-Hohenau. Vid Ernstbrunn korsar varandra vägarna B6 (Korneuburg-Laa an der Thaya) och B40 (Hollabrunn-Mistelbach).

## Orter
Kommunen består av tolv orter (Ortschaften) (inom parentes invånarantal 1 januari 2024):

- Au (98)
- Dörfles (125)
- Ernstbrunn (1 673)
- Gebmanns (80)
- Klement (268)
- Lachsfeld (92)
- Maisbirbaum (236)
- Merkersdorf (148)
- Naglern (118)
- Simonsfeld (263)
- Steinbach (121)
- Thomasl (88)